# Nesobolus gonolepis
Nesobolus gonolepis är en mångfotingart som först beskrevs av Loomis 1938.  Nesobolus gonolepis ingår i släktet Nesobolus och familjen Rhinocricidae. Inga underarter finns listade i Catalogue of Life.